# HD 104237
HD 104237 är en möjlig multipelstjärna belägen 2 bågsekunder nordost om Epsilon Chamaeleontis i mellersta delen av stjärnbilden Kameleonten, som också har variabelbeteckningen DX Chamaeleontis. Den har en högsta skenbar magnitud av ca 6,58 med en variation på 6,59 – 6,70  och kräver åtminstone en stark handkikare för att kunna observeras. Baserat på parallax enligt Gaia Data Release 3 på ca 9,4 mas, beräknas den befinna sig på ett avstånd på ca 348 ljusår (ca 107 parsek) från solen. Den rör sig bort från solen med en heliocentrisk radialhastighet på ca 11,5 km/s. Stjärnan ingår i rörelsegruppen Eta Chamaeleontis.

## Egenskaper
Primärstjärnan HD 104237 A är en vit till blå stjärna i huvudserien av spektralklass A7.5 Ve – A8 Ve. Den har en massa som är ca 2,2 solmassor, en radie som är ca 2,7 solradier och har ca 31 gånger solens utstrålning av energi från dess fotosfär vid en effektiv temperatur av ca 8 500 K.
N. Houk och A. P. Cowley klassade 1975 stjärnan som "B/A speciell". Året därpå katalogiserade K. G. Nehize den som en stjärna som visar emissionslinjer.  År 1988 fann J. Y. Hu et.al. att den var en tänkbar Herbig-Ae/Be-stjärna. Detta är en klass av pre-huvudseriestjärnor som nyligen bildats från ett molekylärt moln. Stjärnan visar ett överskott av infraröd strålning förknippad med ett omgivande stoftskiva, och dess spektrum liknar andra Herbig Ae/Be-stjärnor som AB Aurigae och HR 5999. Inget karakteristiskt molekylärt moln upptäcktes i närheten, även om det finns små molekylära klumpar i närheten som kan vara resterna av ett försvinnande moln.

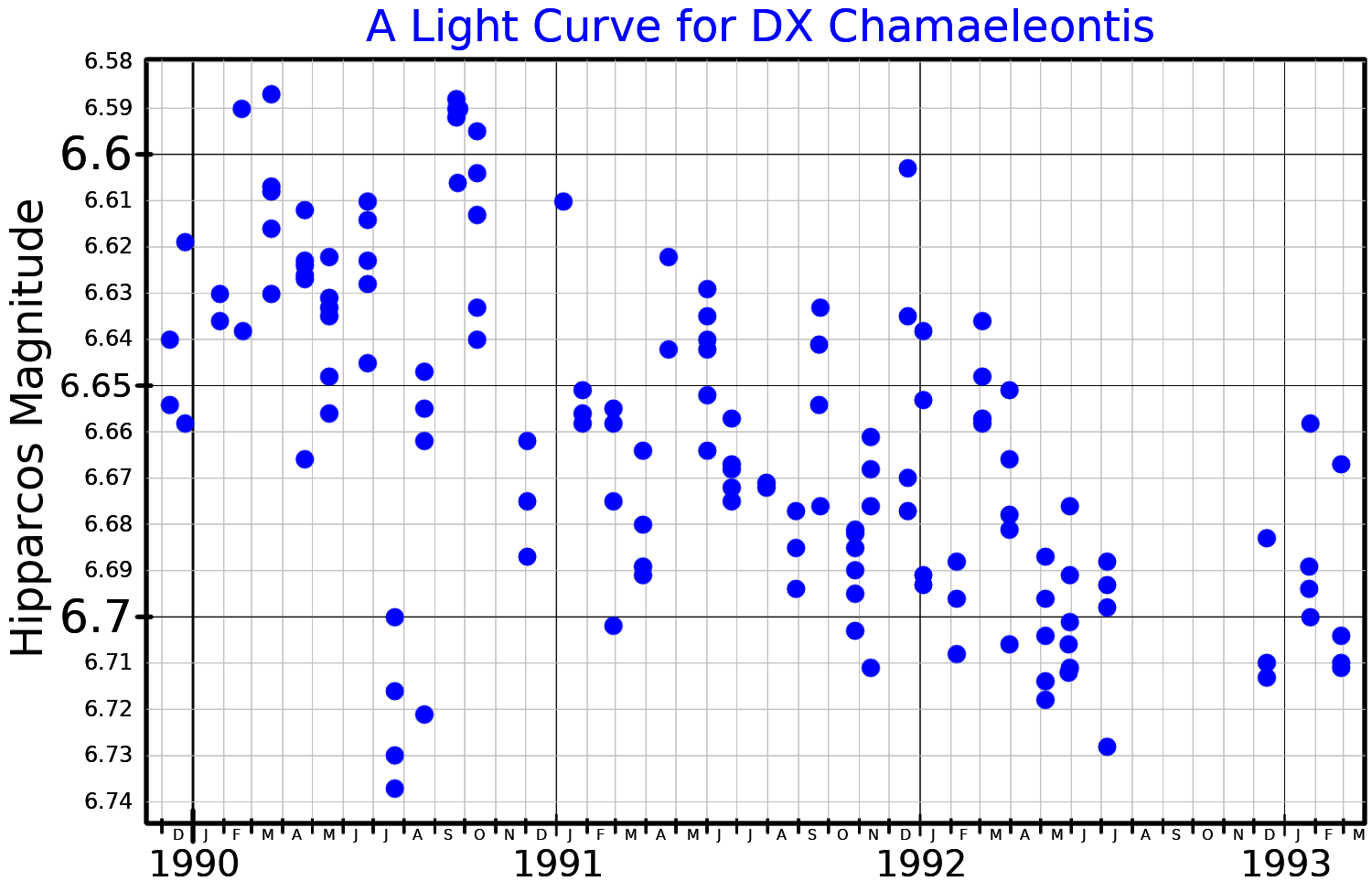
Ljuskurva för DX Chaeleonis, plottad från Hipparcosdata.

HD 104237 är den optiskt ljusaste Herbig-stjärnan som är känd, vilket gör den till ett användbart objekt för undersökning. Delta Scuti-liknande pulseringar med frekvenser på 33,29 och 36,61 cykler per dygn har observerats. Den är en röntgenkälla med en ljusstyrka på 2,69×1030 erg/sek, som kan ha sitt ursprung i en het korona. DX Chamaeleonis visar ett överskott av ultraviolett strålning, vilket tyder på att stjärnan fortfarande samlar materia med en hastighet av ≈ 10-8 solmassa per år. Detta inflöde genererar ett par jetstrålar som utgår från stjärnans poler. Den omgivande skivan ses från Jorden nästan från kanten.
Observationer 1996 av infraröd strålning gav bevis på en infraröd källa belägen med en vinkelseparation av 1 bågsekund, nu betecknad HD 104237 B. År 2003 visade optiska observationer i kombination med Chandra-röntgenobservatoriet att fem objekt med låg massa, före huvudserien ligger inom 5 bågsekunder, vilket motsvarar ett projicerat avstånd på 1 500 AE från primärstjärnan. Minst två av dessa är T Tauri-stjärnor. Det är osäkert om alla närliggande följeslagare bildar ett gravitationellt bundet system med primärstjärnan. Det täta A/B-paret visar variation i radialhastighet som tyder på att detta är en dubbelsidig spektroskopisk dubbelstjärna med följeslagare av spektraltyp K.